# Fischauktionshalle

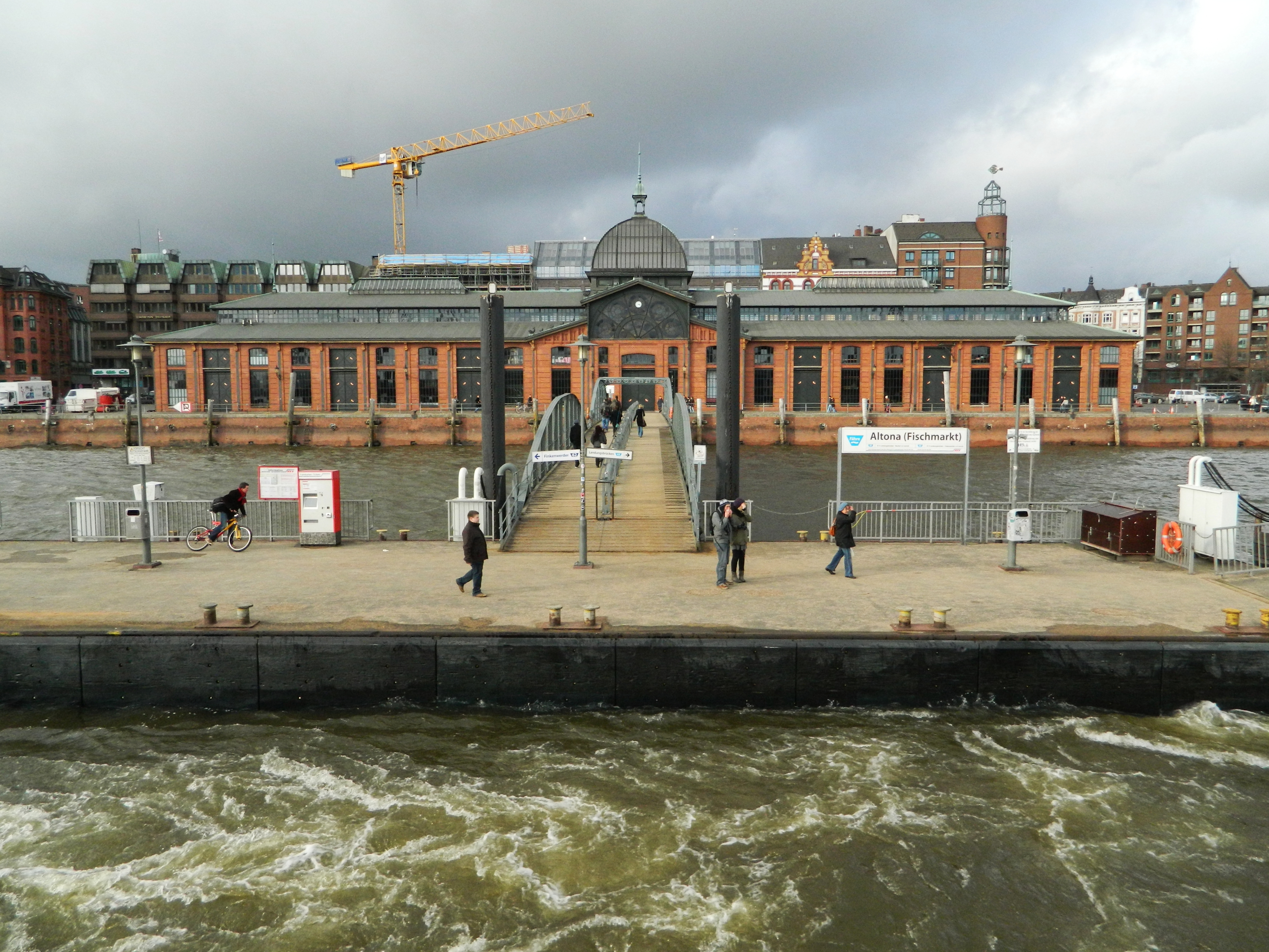
Altonaer Fischauktionshalle

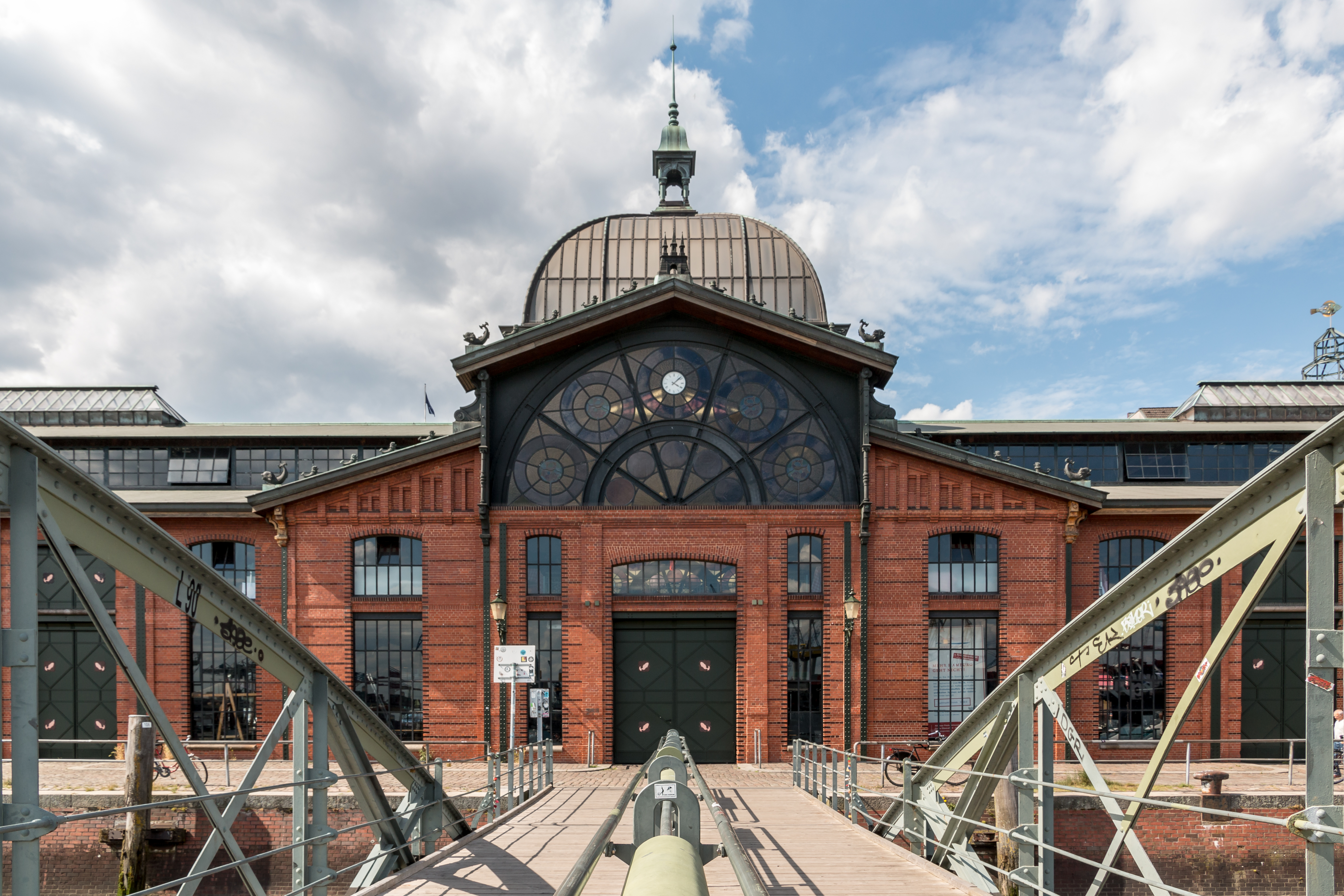
Uferseitige Fassade

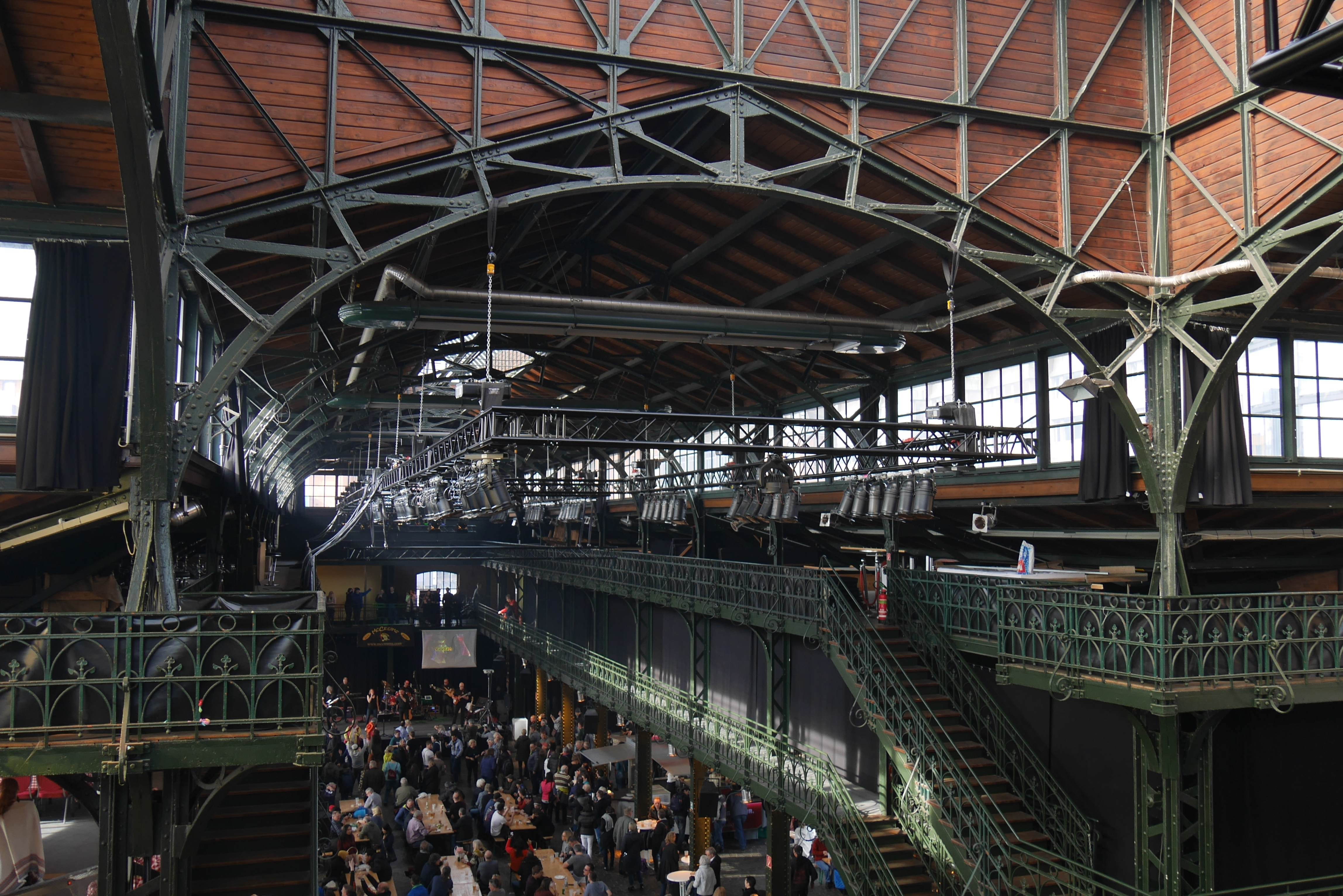
Innenraum, Dachkonstruktion

Fischhandel 1896

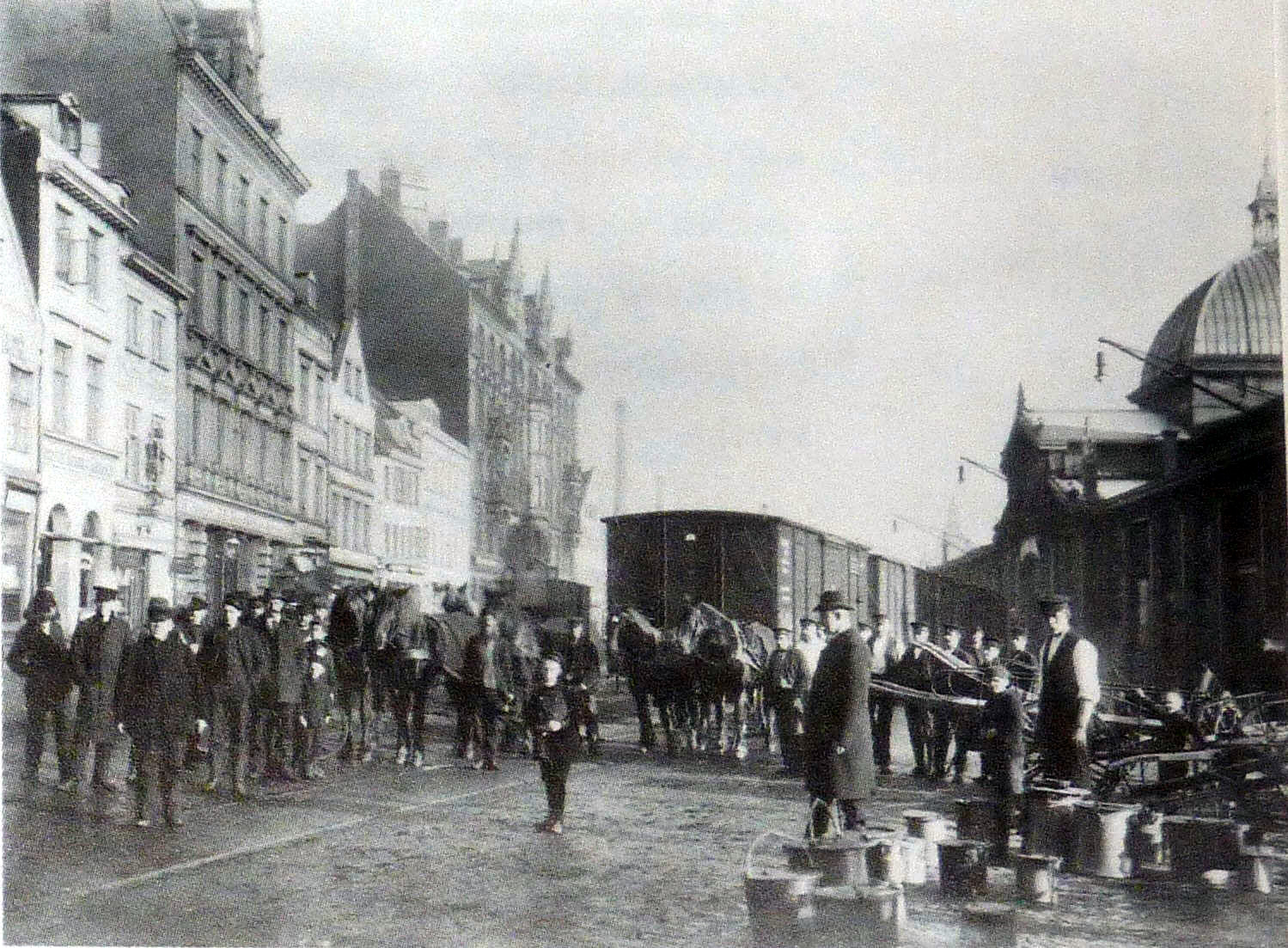
Fischhandel um 1900 mit Bahnanschluss

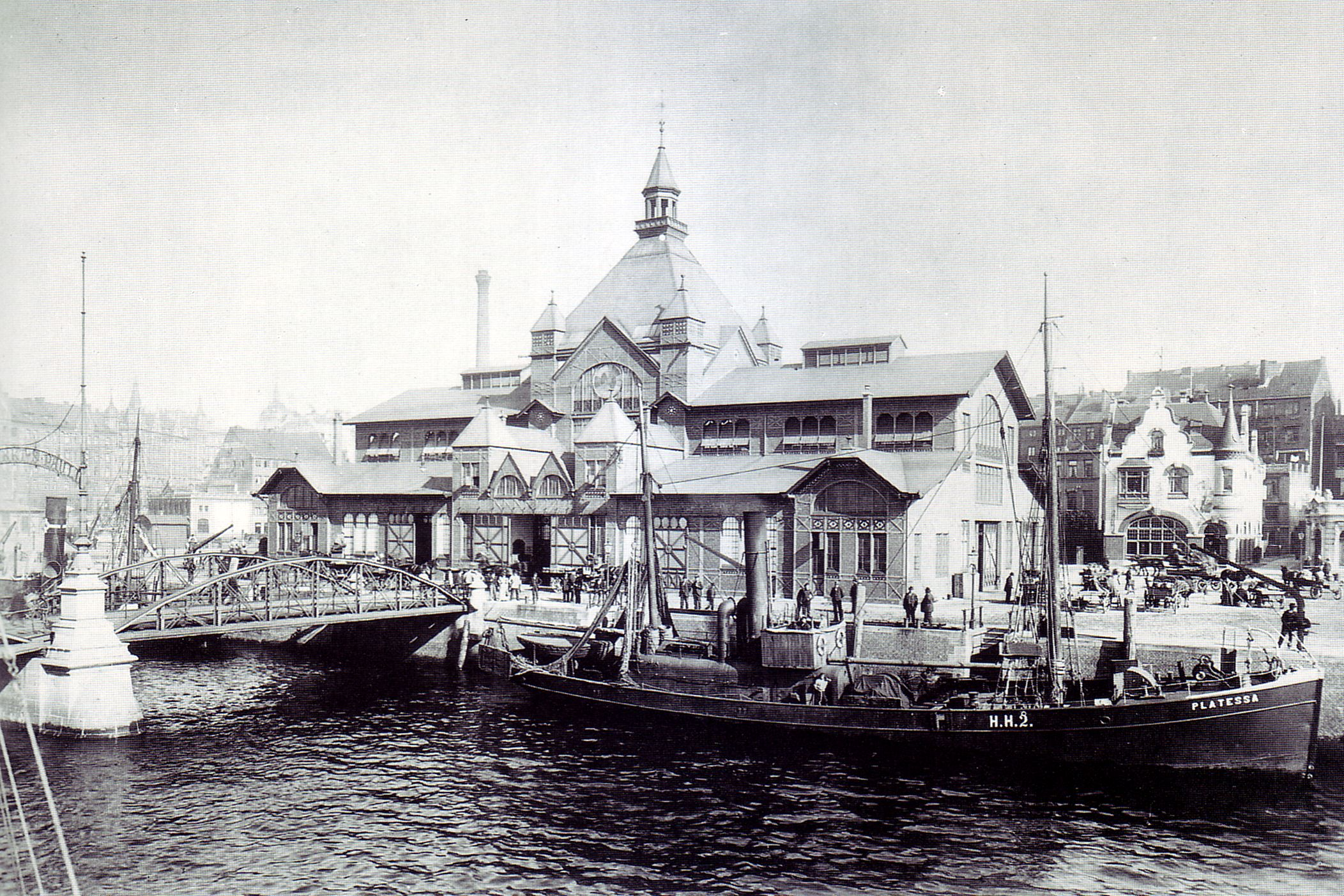
Benachbarte St. Pauli-Fischhalle um 1900

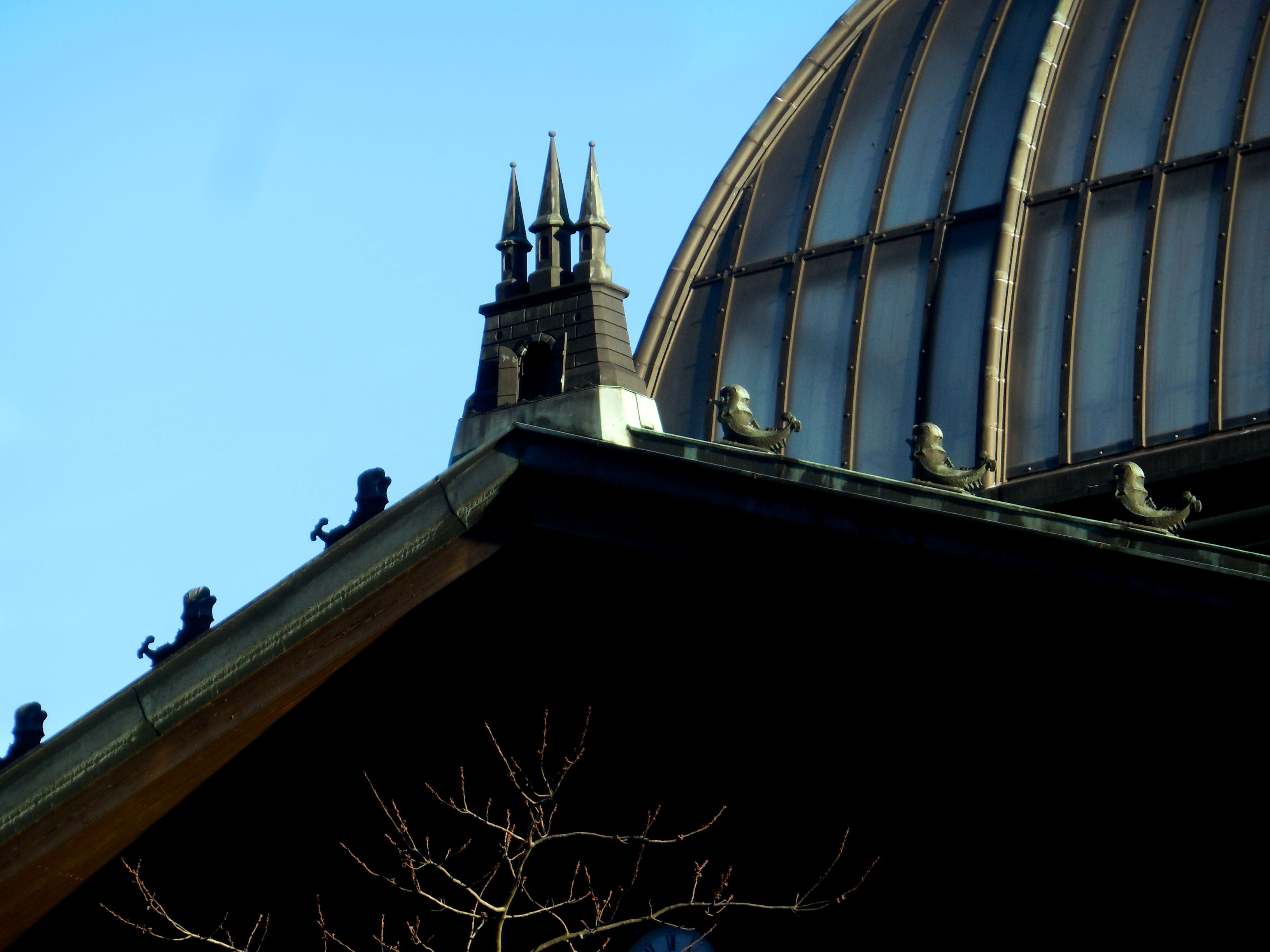
Skulptur des Wappens von Altona auf der Giebelspitze

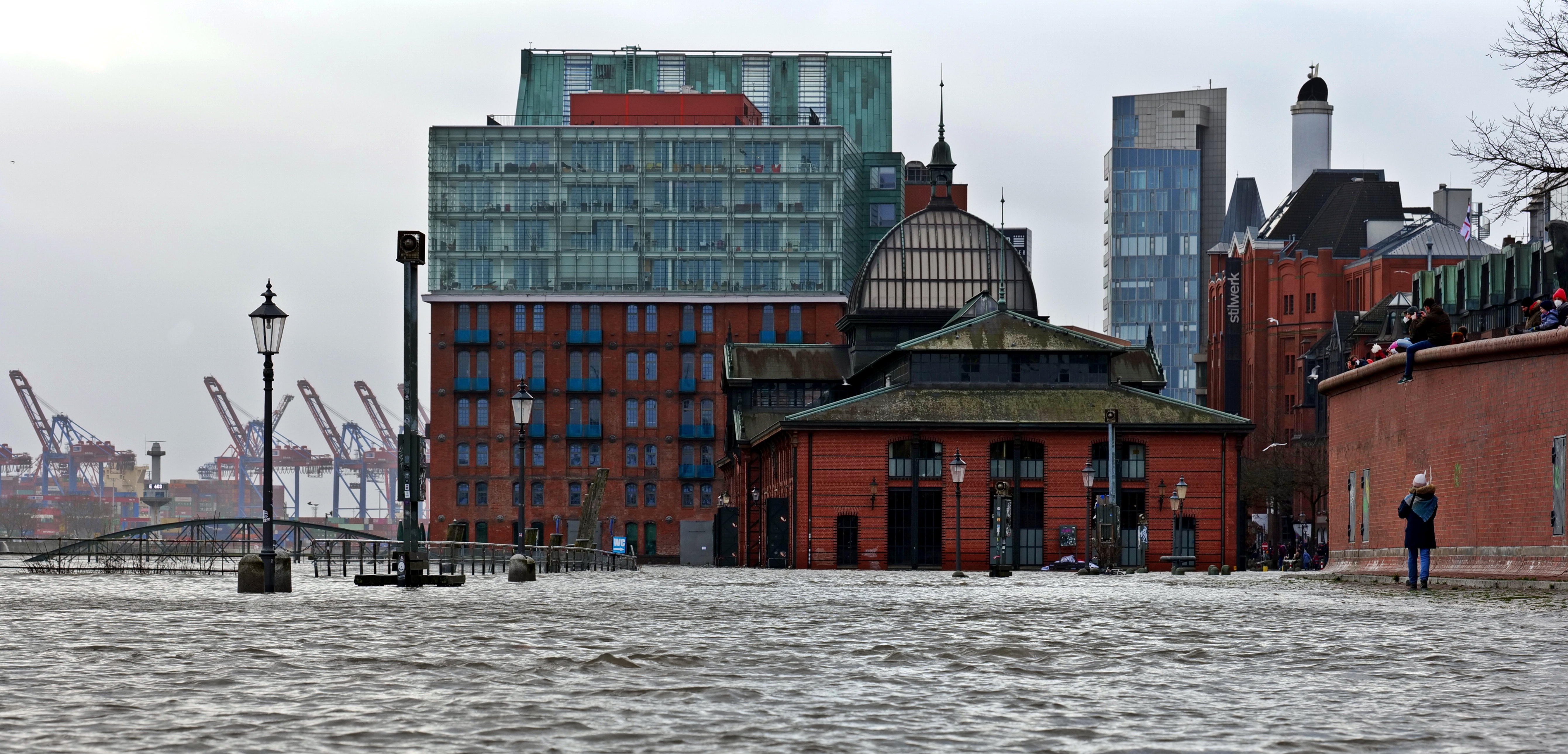
Fischmarkt und Auktionshalle bei Sturmflut

Die Fischauktionshalle in Hamburg-Altona wurde 1895/96 in Altona am neugebauten Fischereihafen an der Elbe errichtet, um Versteigerung, Handel und Versand von dort angelandeten Fischen zu ermöglichen. Daneben diente das Gebäude der Lagerung und Reparatur von Fischereigeräten und der Verteilung von Kühleis. Die Halle dient seit ihrer Restaurierung 1984 als Ort für Veranstaltungen. Der mit Ziegelwerk ausgefachte Stahlträgerbau steht seit 1984 unter Denkmalschutz und zeugt von der Bedeutung des Fischhandels der ehemals konkurrierenden Städte Hamburg und Altona.

## Baugeschichte
Seit dem 16. Jahrhundert wurden im eigenständigen Altona an der Grenze zum Hamburger Stadtteil St. Pauli gegen den Willen der reichen Hansestadt Hamburg Fischmärkte abgehalten. Mitte des 19. Jahrhunderts verlegten die Hamburger daher ihren Fischmarkt aus der Altstadt in die Vorstadt St. Pauli, um Altona Konkurrenz machen zu können.
Der Magistrat von Altona, seit 1867 preußische Stadt, ließ 1894 einen neuen Fischereihafen an der Grenze zu Hamburg/St. Pauli bauen. 1895 bis 1896 wurde die dazugehörige Fischauktionshalle errichtet. Die Kosten für den Grundstückserwerb und Bau der Anlagen und Bauten wurden zwischen der Stadt Altona und dem preußischen Zollanschlussfonds geteilt. Die Gesamtkosten für die erste Hafenanlage, deren Erweiterung und Verkehrserschließung sowie für die Fischauktionshalle lagen bei knapp 3,3 Millionen Mark, wovon Altona insgesamt 525.000 Mark übernahm. Von den Gesamtkosten entfielen etwa zwei Millionen Mark auf den Grundstückserwerb, für einen Teil des Grundstücks musste der für damalige Zeiten immense Quadratmeterpreis von 383 Mark gezahlt werden (heute ungefähr 3.266 Euro/m²), was sich aus der Notwendigkeit des Abrisses von bewohnten Häusern ergibt. Die reinen Baukosten für die Fischauktionshalle betrugen 320.000 Mark und wurden hälftig von Altona und dem Zollanschlussfonds getragen.

## Architektur
Die Fischauktionshalle wurde im Stil einer dreischiffigen Basilika erbaut und sollte wohl an die antiken römischen Markthallen erinnern. Schon kurz nach der Errichtung der Auktionshalle erzielte der Altonaer Fischmarkt höhere Umsätze als der Hamburger, die daraufhin eine eigene Auktionshalle der Altonaer gegenüberstellten.

## Nutzungsgeschichte und Umbauten
1934 fusionierten die beiden Fischmarktgesellschaften Hamburgs und Altonas zur heutigen Fischmarkt Hamburg-Altona GmbH. Die beiden Auktionshallen in Altona und in St. Pauli  wurden 1943 bei den Bombenangriffen auf die Stadt Hamburg stark beschädigt und nur notdürftig repariert. Die Hamburger Auktionshalle diente Ende der 1960er Jahre noch als Filmkulisse, wurde jedoch 1971 abgerissen, um Platz für eine geplante Büro- und Geschäftsbebauung mit Hochhäusern zu schaffen. Heute gibt es an der Stelle einen Parkplatz.
Dasselbe Schicksal drohte der Altonaer Auktionshalle. Sie diente noch als Lager, da die Betreibergesellschaft die Auktionen elbabwärts verlagert hatte.
1973 gründeten Münchner Theaterleute mit Designern, Architekten und Stadtplanern den Verein Volkshaus Fischmarkt e. V. mit dem Ziel, die Halle einer neuen Nutzung als sozio-kulturelles Zentrum mit Volkstheater, Kino, sozialen Diensten, Fischrestauration und Biergarten zuzuführen.
Bis 1976 ließ der Senat die Initiative ihre Konzeption fortentwickeln, gleichwohl die Halle weiter verfallen. Der Verein erwirkte schließlich 1976 entgegen den Plänen von Teilen des Senats die Unterschutzstellung der Halle als Baudenkmal durch Beschluss der Hamburger Bürgerschaft. Den Antrag hatte Bodo Schümann (SPD) eingebracht. Somit war der drohende Abriss verhindert worden. Die Fischauktionshalle verdankt ihre weitere Existenz dem Engagement ehrenamtlich handelnder Bürger.
Nach weiteren Diskussionen entschied man, die Altonaer Fischauktionshalle zu restaurieren und als Veranstaltungsort an einen kommerziellen Nutzer zu verpachten. Das Hamburger Architektenbüro Günter Talkenberg erhielt den Auftrag für die Renovierung (u. a. Neubau der Kuppel) und rekonstruierte den Fassadenschmuck und die Verzierungen der Fenster auf Grundlage alter Schwarz-Weiß-Fotos.
Als einziges Baudenkmal in Hamburg hat die Halle 1984 ein Europa-Nostra-Diplom für herausragende Leistungen im Bereich der Erhaltung von Kulturerbe des europäischen Denkmalschutz-Verbunds Europa Nostra erhalten.
Die Auktionshalle sollte ursprünglich ein Ort der Soziokultur werden, wird neben dem Fischmarkttrubel aber vor allem für Werbe- und PR-Events großer Konzerne genutzt. Die Halle bietet Platz für etwa 3500 Besucher.